# مسجد مولا
مسجد مولا هو مسجد تاريخي يعود إلى عصر القاجاريون والدولة البهلوية، ويقع في شيراز.